# Montlieu-la-Garde
Montlieu-la-Garde is een gemeente in het Franse departement Charente-Maritime (regio Nouvelle-Aquitaine). De plaats maakt deel uit van het arrondissement Jonzac. Montlieu-la-Garde telde op 1 januari 2022 1.263 inwoners.

## Geografie
De oppervlakte van Montlieu-la-Garde bedroeg op 1 januari 2022 31,6 vierkante kilometer; de bevolkingsdichtheid was toen 40 inwoners per km².
De onderstaande kaart toont de ligging van Montlieu-la-Garde met de belangrijkste infrastructuur en aangrenzende gemeenten.

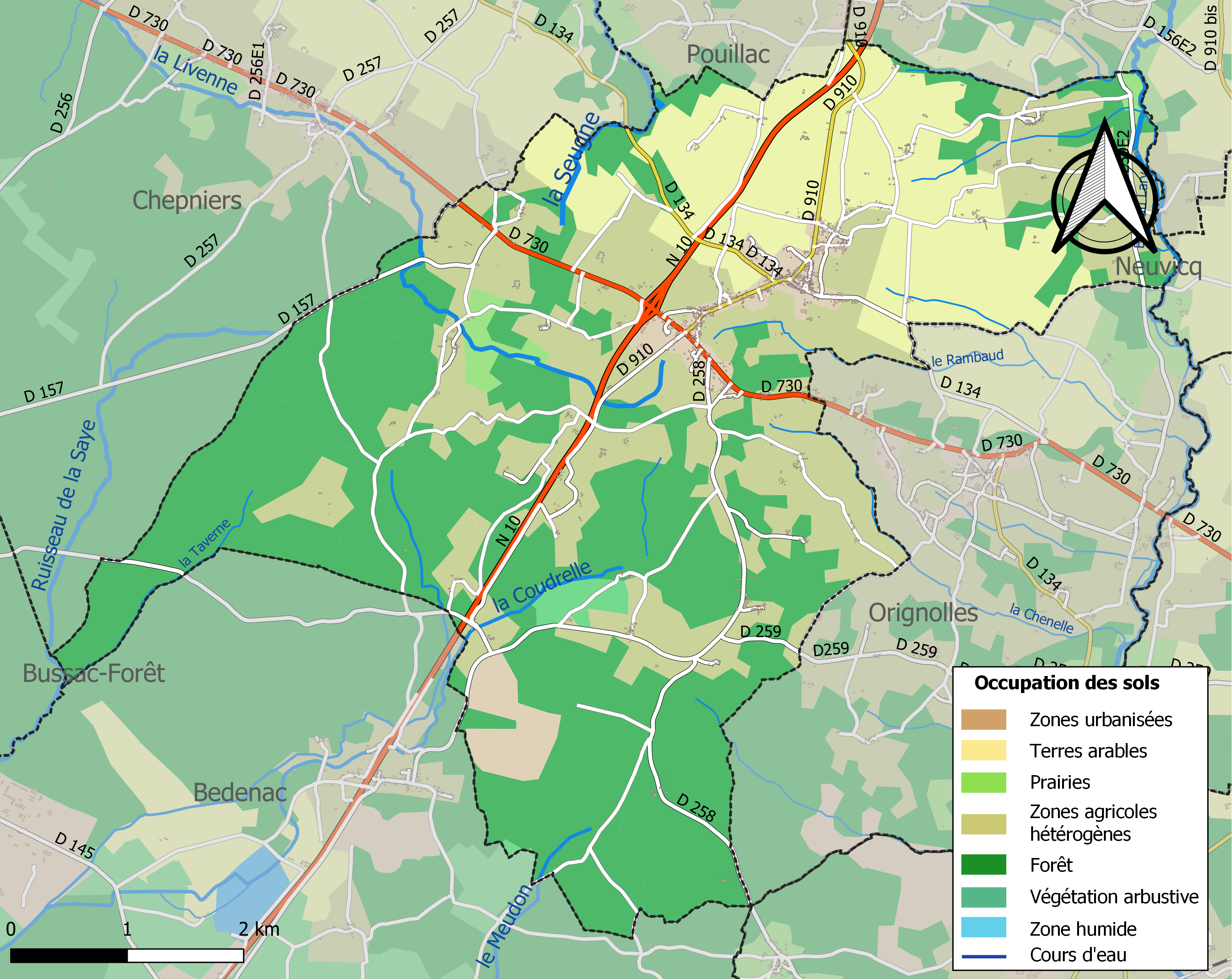

## Demografie
Onderstaande figuur toont het verloop van het inwonertal (bron: INSEE-tellingen).